# 約尼·斯迪勒
約尼·斯迪勒（英語：Jonny Steele；1986年2月7日—）是一位北愛爾蘭足球運動員。在場上的位置是中場。曾效力明尼蘇達聯足球俱樂部。他也代表北愛爾蘭國家足球隊參賽。

## 外部連結
- MLS Profile （页面存档备份，存于）
- national-football-teams.com （页面存档备份，存于）
- Profile （页面存档备份，存于） at Irish FA